# Финские шведы

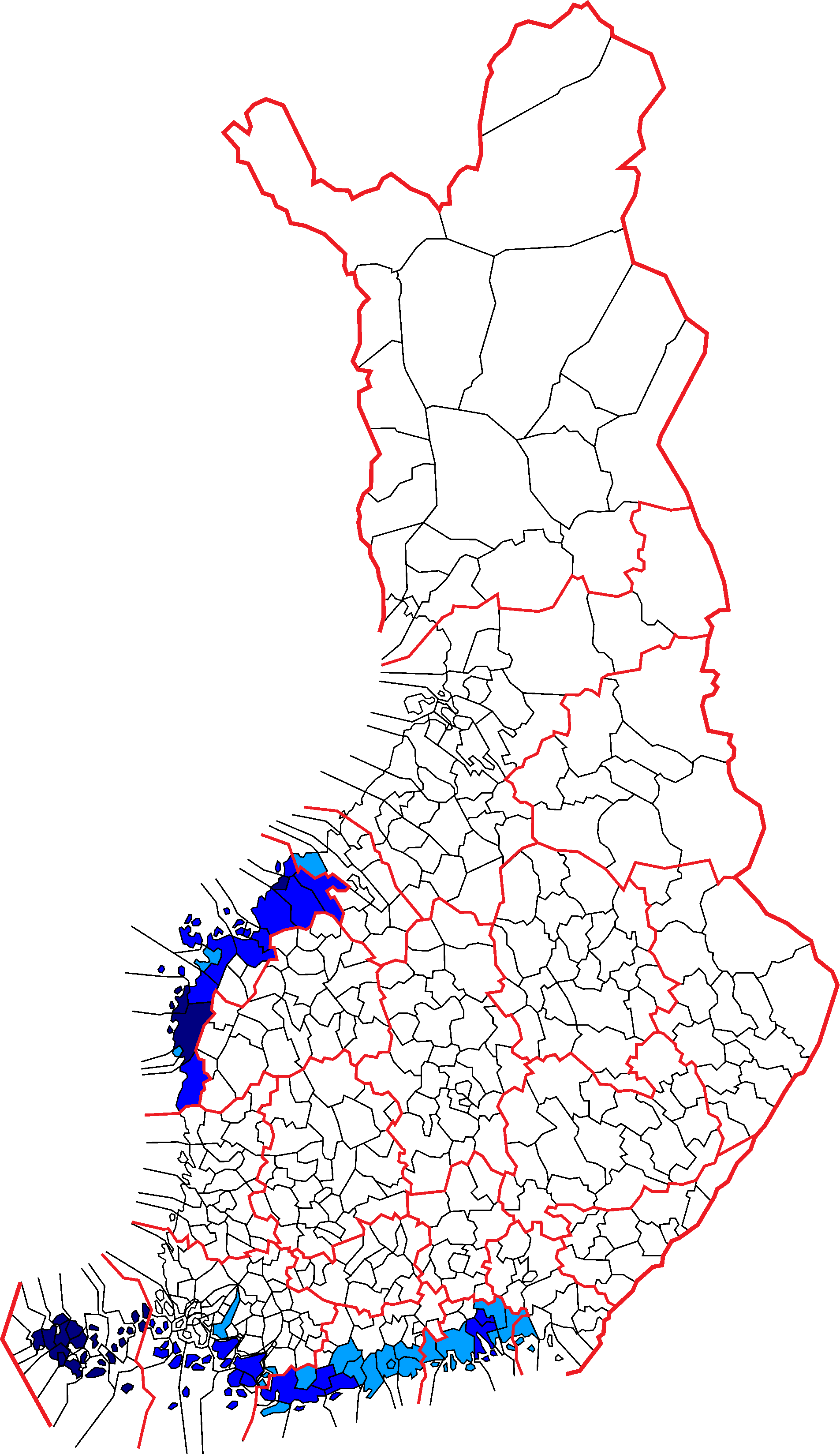
Области, населённые финскими шведами, обозначены синим цветом

Финские шведы (также финляндские шведы, также часто шведоязычные финны или шведоговорящие финны; фин. suomenruotsalaiset, швед. finlandssvenskar) — группа граждан Финляндии шведского происхождения, говорящих прежде всего на шведском языке, одна из субэтнических групп Скандинавии. Проживают в основном в прибрежных регионах страны, на побережье Ботнического и Финского заливов.
Это самое крупное лингвистическое меньшинство страны, права которого официально закреплены в Конституции Финляндии. Шведский язык является родным для 290 тыс. финских граждан (5,36 % населения страны в 2012 году), в том числе абсолютно преобладает на автономных Аландских островах. Шведский язык в Финляндии является вторым государственным языком; государством финансируется образование на нём вплоть до высшего (Академия Або), хотя и не повсеместно, а только в определённых регионах страны. При этом наблюдается долговременная и устойчивая тенденция к сокращению числа шведоязычных в Финляндии, а также к упадку шведского языка в этой стране. Исключение составляют лишь автономные и моноязычные Аландские острова, хотя там проживает лишь 10 % шведоговорящего населения страны.

## История и происхождение
В XII—XVIII веках Финляндия входила в состав Шведского Королевства. За эти долгие века на землях Финляндии жили и селились многочисленные группы шведского населения из всех слоёв общества: крестьяне, чиновники, дворяне, купцы, духовенство. Немногочисленные группы скандинавских поселенцев-викингов селились на островах и морских побережьях Финляндии ещё ранее — в VIII—X веках. Зачастую морские берега, на которых селились скандинавские рыбаки, купцы и воины, были совершенно безлюдны, и они были первопроходцами и первым коренным населением этих суровых мест. Начало массовой шведской колонизации региона и включению Финляндии в состав Шведского королевства в Средние века положили шведские крестовые походы. Финские шведы — потомки этих шведских поселенцев и других европейцев, живших в этих местах на протяжении веков, и особенно во времена пребывания региона в составе Швеции. Несмотря на то, что в Финляндии селились шведы самого разного социального положения (включая крестьян), шведы являлись в стране доминирующим меньшинством и составляли основу элиты страны вплоть до XX века. До сих пор в Финляндии сохраняется ряд старинных, шведских по происхождению, аристократических родов со значительными наследственными владениями. При этом часть шведоязычного населения происходит от иностранных переселенцев (в особенности немцев и русских), которые, иммигрируя на территорию тогдашнего Шведского королевства или автономного Великого княжества Финляндского под эгидой Российской империи, предпочли более престижный шведский язык и шведскую культуру финскому. Письменность у финнов появилась только в XVI веке и долгое время почти не развивалась. Число же говорящих или получающих образование на шведском языке неуклонно росло вплоть до перехода Финляндии под власть Российской империи в ходе русско-шведской войны (1808—1809). Так, в конце XVIII века, предположительно, шведский был родным языком для 50 % населения. Соответственно росла доля считающих себя шведами. Однако с тех пор цифра эта неуклонно снижалась, хотя и в автономном Великом княжестве Финляндском шведский продолжал быть основным письменным языком до падения империи и обретения Финляндией независимости в 1917 году. Тем не менее, в условиях отсутствия массовой русской и шведской иммиграции происходила ассимиляция этого населения финнами, появление литературного финского языка, вытеснявшего шведский и русский.

Флаг шведоговорящих финнов

## Географическое распределение
Традиционные регионы проживания финляндских шведов в стране стабильны уже более тысячелетия. Это южное и юго-восточное побережье страны, центральная часть западного побережья (Остроботния), Архипелаг Турку и, особенно, Аландские острова. По данным раскопок, на момент прибытия шведов прибрежные области Финляндии были практически безлюдны. Ныне концентрация финляндских шведов внутри этих регионов снижается из-за иммиграции финнов с одной стороны, и постепенной ассимиляции финляндских шведов — с другой. Так, доля шведоязычных в Хельсинки сократилась с 57 % в 1870 году до 6 % в 2007, а финноязычных возросла с 25 % до 85 %. В Хельсинки это отчасти объясняется привлекательностью столичного города, но та же тенденция, хотя и не в столь крайних проявлениях, наблюдается во всех континентальных регионах Финляндии, где проживают шведоязычные финны (за исключением Остроботнии и Аландских островов). Ситуация отличается относительной стабильностью лишь на близких географически к Швеции, и отделённых от Финляндии проливом, Аландских островах, где шведоязычных 91,2 %, а финноязычных — 5,0 % (2007), в том числе в островном муниципалитете Хаммарланд — 96,0 % финских шведов.

## Языковая политика
Согласно современным законам Финляндии, муниципалитет считается двуязычным финско-шведским, если доля шведоязычных в нём превышает 8 %. В случае, если она опускается ниже 6 %, двуязычный статус утрачивается. Аландские острова официально считаются моноязычно шведскими, внутренние регионы на континенте — моноязычно финскими. При этом так называемый обязательный шведский язык является школьным предметом с 7 по 9 классы (с 13 до 16 лет). В шведоязычных школах финский язык начинают учить со второго класса.

## Проблемы национальной самоидентификации
Следствием постепенного оттеснения шведского языка после фактического перехода его с положения официального на положение регионального языка в XX веке стала постепенная утрата шведского национального самосознания среди шведоязычного населения. В настоящее время большинство носителей шведского в Финляндии двуязычны. Финские шведы традиционно имеют гораздо более благоприятные показатели, чем финны, по благосостоянию, продолжительности жизни, отсутствию болезней, у них ниже уровень самоубийств и меньшая склонность к насилию по сравнению с финнами.
Финские шведы отождествляют себя с Финляндией несмотря на родной шведский язык. Например, во время традиционного хоккейного противостояния между Финляндией и Швецией они поддерживают финскую сборную. По-финско-шведски различают finländare и finnar, которые имеют аналогичные значения, как «россиянин» и «русский» в России — то есть, finländare — гражданин Финляндии, тогда как finnar — исключительно говорящий по-фински.

## Статистическая динамика шведского языка в Финляндии
Как видно по данным переписей, численность финских шведов в Финляндии имеет тенденцию к долговременному снижению. Из-за постепенного размыва этнокультурных различий между шведами и финнами к середине XX века основной разделительной линией стала не национальность, а язык. К этой тенденции привели различные причины.

### Политико-административные
В XIX веке среди политико-административных причин были утрата государственных связей со Швецией (1809), а также политика новой российской администрации, направленная на ослабление культурных, языковых и исторических связей с ней. Для этого на первом этапе использовалось поощрение финского самосознания и финского языка, а в дальнейшем принудительное введение русского языка (1900—1917) как государственного и обязательного языка администрации. При этом шведский язык всё же сохранял свои функции основного письменного языка Финляндии на протяжении XIX века. Шведское население и шведская аристократия сохранили свои титулы и привилегии под эгидой русского императорского дома.

### Демографические
Демографические сдвиги в самой Финляндии вели к упадку численности шведов. Шведы составляли основу высших классов: дворянства и высшего церковного духовенства, сконцентрированных в крепостях на узкой прибрежной полосе Балтики. Внутренние районы страны, усеянные крестьянскими хуторами финнов, не претерпели шведизации. В конце XIX — начале XX века с распространением медицины, среди финских крестьян произошёл демографический взрыв: смертность, и в особенности детская смертность, резко снизилась, а рождаемость в то время оставалась на прежнем высоком уровне. Индустриализацию в империи в целом и в Финляндском герцогстве в частности, сопровождала урбанизация, приведшая к массовой миграции финских крестьян в города юга страны. Этому способствовала и массовая застройка Хельсинки по императорскому указу. Шведское население, ранее там абсолютно преобладавшее, быстро оказалось в положении меньшинства. При этом некоторые шведы добровольно финнизировали свои имена и встали на защиту финского языка (финноманы). Немногие из них встали на путь борьбы за сохранение шведского языка (шведоманы). Так в основном поступило шведское население Аландских островов, незатронутых массовой миграцией из-за своего островного положения, где шведы абсолютно преобладали со времён раннего Средневековья. Из-за националистических выступлений островного шведского населения разразился Аландский кризис (1917), который всё же был благополучно разрешён.

### Эмиграция финских шведов
Следующий удар по шведской общине, и как следствие, по положению шведского языка в стране, нанесла война с СССР (1939—1944), в результате которой Финляндия сохранила суверенитет, но лишилась значительной части своей территории, в том числе второго по величине города страны — Выборга. В довоенном Выборге финляндские шведы составляли 10 % населения, которые расселились по финноязычным регионам.
Кроме того, значительная часть финских шведов, свыше 60 тыс. человек, среди которых было много богатых титулованных наследственных собственников, опасаясь за своё имущество в период так называемой финляндизации, или же из-за предпочтения более развитой шведской экономики и уровня жизни, репатриировались в Швецию между 1917—1980 годами. За ними последовали также и многие финны-гастарбайтеры. Эмиграция и репатриация шведов снизились в 1980-х, и ныне в стране проживает около 8 000 граждан Швеции. в 1950—1960-х годах в Финляндии бытовала теория о «вредности» изучения второго языка маленькими детьми. Кроме этого, на протяжении XX века традиционная эндогамность шведов постепенно сошла на нет, и в результате смешанных шведско-финских браков двуязычие в семьях Финляндии получило широкое распространение.

## Книги о финских шведах
Финляндским шведам посвящена книга Алексея Вострова «Шведский архипелаг Финляндии: взгляд со стороны» (СПб.: Карелико, 2014).